# Burnsville (Caroline du Nord)
Pour les articles homonymes, voir Burnsville.
La ville de Burnsville est le siège du comté de Yancey, situé en Caroline du Nord, aux États-Unis.

## Histoire
La ville a été nommée d’après le capitaine Otway Burns, un héros naval de la guerre de 1812.
Le 6 avril 2010, Burnsville, la seule ville incorporée du comté de Yancey, a tenu un référendum prévoyant la vente légale d’alcool dans les limites de la ville. Le référendum a été adopté, mettant ainsi fin à la prohibition dans le comté de Yancey.

## Géographie
Burnsville est située dans les montagnes de l’ouest de la Caroline du Nord, à 940 mètres d'altitude juste au nord des Black Mountains, et à 48 kilomètres au nord-est d’Asheville.
Le mont Mitchell, le point culminant des États-Unis à l’est du fleuve Mississippi, est situé à proximité, dans le sud du comté de Yancey.

## Démographie
| 1900 | 1910 | 1930 | 1940 | 1950  | 1960  |
| ---- | ---- | ---- | ---- | ----- | ----- |
| 207  | 422  | 866  | 997  | 1 341 | 1 388 |

| 1970  | 1980  | 1990  | 2000  | 2010  | - |
| ----- | ----- | ----- | ----- | ----- | - |
| 1 348 | 1 452 | 1 482 | 1 623 | 1 693 | - |

### Source
- (en) Cet article est partiellement ou en totalité issu de l’article de Wikipédia en anglais intitulé « Burnsville, North Carolina » (voir la liste des auteurs).